# Propelente esférico
O propelente esférico é uma forma de nitrocelulose usada em cartuchos de armas curtas. Foi registrado como "Ball Powder" pela Olin Corporation e comercializado como "spherical powder" pela Hodgdon Powder Company. O propelente esférico pode ser fabricado mais rapidamente com maior segurança e menos despesas do que os propelentes extrudados. O propelente esférico foi usado pela primeira vez para carregar cartuchos de armas leves militares durante a Segunda Guerra Mundial e tem sido fabricado para venda a civis desde 1960.

## Histórico
Os militares dos Estados Unidos substituíram a pólvora durante a primeira década do século XX por pólvoras sem fumaça formulados de nitrocelulose coloidal com éter e álcool. Grandes quantidades foram fabricadas para a Primeira Guerra Mundial e quantidades significativas permaneceram sem uso após a guerra. A nitrocelulose se deteriora no armazenamento, mas quantidades militares de propelente sem fumaça antigo às vezes eram retrabalhadas em novos lotes de propelentes.
Durante a década de 1920, o Dr. Fred Olsen trabalhou no Picatinny Arsenal experimentando maneiras de salvar toneladas de pólvora de canhão fabricado para a Primeira Guerra Mundial. O Dr. Olsen foi contratado pela Western Cartridge Company em 1929 e desenvolveu um processo para fabricar propelente esférico em 1933. A pólvora retrabalhada foi dissolvida em acetato de etila contendo pequenas quantidades dos estabilizadores desejados e outros aditivos. O xarope resultante, combinado com água e surfactantes, é aquecido e agitado em um recipiente pressurizado até que o xarope forme uma emulsão de pequenos glóbulos esféricos do tamanho desejado. O acetato de etila destila conforme a pressão é lentamente reduzida para deixar pequenas esferas de nitrocelulose e aditivos. As esferas podem ser posteriormente modificadas pela adição de nitroglicerina para aumentar a energia, depois são achatadas entre rolos para uma dimensão mínima uniforme, em seguida são revestidas com inibidores para retardar a ignição e/ou envidraçamento com grafite para melhorar as características de fluxo durante a mistura.
Esse processo de fabricação também funcionou com nitrocelulose recém-fabricada. O tempo de fabricação foi reduzido de aproximadamente duas semanas para propelentes extrudados para 40 horas para propelentes esféricos. A taxa de queima é controlada por revestimentos de dissuasão, eliminando as máquinas de corte e conformação de precisão necessárias para o controle da área de superfície de propelentes extrudados. A segurança foi melhorada realizando a maior parte do processo de fabricação na água. As subsidiárias da Olin começaram a fabricar pólvora esférica com especificação "WC846" para o cartucho .303 British durante a Segunda Guerra Mundial. A Hodgdon Powder Company recuperou 80 toneladas de propelente "WC846" de cartuchos .303 British desmontados em 1949 e vendeu o propelente para civis como "BL type C". O "C" era para indicar que o propelente queimava "mais frio" ("cooler") do que os propelentes tradicionais do tipo Improved Military Rifle. A Olin continuou a fabricar a "WC846" para munições civis e cartuchos 7,62×51mm NATO após a guerra. As operações de manufatura foram transferidas em 1969 de East Alton, Illinois, para a planta de St. Marks Powder em Crawfordville, Flórida.

## Componentes
A Ficha de Informação de Segurança de Produtos Químicos da Olin indica a seguinte composição de propelente esférico:
- 40 a 70 por cento de nitrocelulose
- 10 a 60 por cento de nitroglicerina
- 3 a 7 por cento de centralita de etil
- 1 a 5 por cento de dibutilftalato
- 1 a 5 por cento de adipato de poliéster
- 1 a 5 por cento de resina
- 1 por cento de difenilamina
- 1 por cento de acetato de etila
- 1 por cento de nitrato de potássio
- 1 por cento de sulfato de potássio
- menos de 1 por cento de grafite
- menos de 1 por cento de N-Nitrosodifenilamina

## Comparação com propelentes extrudados (bastão)
Além das vantagens de fabricação, os propelentes esféricos mediam mais uniformemente por meio de polvorímetros usados para carregar cartuchos, tinham uma vida útil mais longa em cartuchos carregados e reduziram a erosão dos canos dos rifles quando esses cartuchos eram disparados. Por outro lado, as cargas de propelente esférico eram mais difíceis de acender, produziam um clarão mais brilhante da "boca" do cano e deixavam incrustação mais pesada nos canos dos rifles do que era comum com propelentes extrudados. Alguns propelentes esféricos queimaram satisfatoriamente em uma faixa de pressão mais estreita do que os propelentes extrudados. Alguns praticantes de recarga manual acostumados a propelentes extrudados tiveram dificuldade em determinar as cargas apropriadas para os componentes exclusivos que estavam montando. Cargas leves podem não acender e queimar adequadamente, enquanto cargas mais pesadas podem causar aumentos abruptos de pressão a níveis perigosos.
As dificuldades de incrustação aumentaram à medida que os carregamentos militares mudaram de .303 British e 7,62 NATO para o 5,56×45mm NATO. Alguns lotes de propelente obstruíram o tubo de gás de rifles M16 até que as concentrações de estabilizadores de carbonato de cálcio foram reduzidas em 1970 como "WC844" reformulado para o cartucho 5,56 NATO. Adeptos da recarga manual civis experimentaram problemas de incrustação semelhantes com gáugios menores. Alguns atribuíram o problema a resíduos de revestimentos de dissuasão não queimados e sugeriram o uso de espoletas magnum para melhorar a ignição e a queima em pressões mais baixas. A ignição foi finalmente melhorada pela mistura de uma pequena porcentagem de grânulos de propelente não revestidos para melhorar o desempenho das espoletas padrão.

## Opções expandidas de recarga manual
As 80 toneladas originais de "BL-C" excedentes da Hodgdon Powder Company|Hodgdon]] introduziram propelentes esféricos para recarga manual. Os praticantes da recarga manual estavam prontos para pagar pelos propelentes esféricos recém-fabricados quando o estoque excedente se esgotou por volta de 1960.

### Hodgdon
- BL-C (Lot 2) para cargas totais no .308 Winchester e .223 Remington[14] foi recentemente fabricado pela Olin em 1961 com 10 por cento de nitroglicerina, 10 por cento de estabilizador de difenilamina e 5,75 por cento de dissuasão de dibutilftalato, mas sem o inibidor de flash usado no propelente militar excedente.[11]
- H110 era o excedente de pólvora do cartucho .30 Carbine,[1] introduzido em 1962[15] para carregar cartuchos .30 Carbine ou de revólveres magnum.[14]
- H335 era o excedente do Olin WC844[11] para cargas totais no .223 Remington e .308 Winchester.[14]
- H380 era o Olin WC852[11] para cargas totais no .30-06 Springfield.[14]
- H414 foi introduzido em 1967[1] para cargas totais no .270 Winchester e no .30-06 Springfield.[14]
- H450 era para cartuchos de rifle magnum e de grande capacidade.[14]
- H870 era o propelente excedente da munição da M61 Vulcan introduzido em 1959[16] para carregar cartuchos magnum de capacidade muito grande para calibres de 0,3 polegadas (7,6 mm) ou menos.[14]
- HS5 foi introduzido em 1963 com 13,5 por cento de nitroglicerina[15] para cargas de espingarda.[14]
- HS6 foi introduzido em 1963 com 18 por cento de nitroglicerina[15] para cargas pesadas de espingarda.[14]
- HS7 foi introduzido em 1973 com 18% de nitroglicerina[15] para cargas de espingarda magnum.[14]
- Trap 100 foi introduzido em 1973 com 13,5 por cento de nitroglicerina[15] para cargas de espingarda para tiro ao alvo.[14]
- HP38 foi introduzido em 1975 (semelhante ao Olin 230)[10] para cargas de armas curtas para tiro ao alvo.[14]

### Olin
- 230P para pistolas com 40 por cento de nitroglicerina introduzido em 1960 e substituído pelo 230 em 1973 para cargas de revólveres para tiro ao alvo.[1]
- 231 reformulou o 230 com 22,5 por cento de nitroglicerina e nenhum revestimento dissuasor, de forma que o tamanho e a forma do grão pudessem ser alterados para minimizar as "quebras" de grãos nas máquinas de carregamento.[17]
- 295P propelente para pistolas foi introduzido e descontinuado no início dos anos 1960.[10]
- 296 reformulou o 295P introduzido em 1973 com 10 por cento de nitroglicerina para cargas de revólveres magnum.[10]
- 450SL propelente para espingardas introduzido em 1960 e descontinuado em 1972.[6]
- 452AA substituiu o 450SL e o AA12S em 1973.[1]
- 473AA substituiu o 500HS e o AA20S em 1973.[1]
- 500HS propelente de alta velocidade para espingardas introduzido em 1960 e descontinuado em 1972.[6]
- 540MS propelente Magnum Shotgun introduzido em 1960 e substituído pelo 540 em 1973.[6]
- 571 propelente para espingardas magnum introduzido em 1973.[1]
- 630P propelente para pistolas foi introduzido em 1968[1] e substituído em 1973 pelo 630 com 35 por cento de nitroglicerina e nenhum revestimento dissuasor para cargas de revólveres magnum.[10]
- 680BR propelente "Ball Rifle" introduzido em 1968 e substituído pelo 680 em 1973 para .22 Hornet, .218 Bee e .256 Winchester Magnum.[1]
- 748BR propelente "Ball Rifle" introduzido em 1968 e substituído pelo 748 em 1973.[6]
- 760BR propelente "Ball Rifle" (semelhante ao H414) introduzido em 1968 e substituído pelo 760 em 1973.[11]
- 780BR propelente "Ball Rifle" introduzido em 1968 e descontinuado em 1972.[1]
- 785 (semelhante ao H450) [11] introduzido em 1973 para o .243 Winchester.[10]
- AA12S introduzido em 1968 para cargas de espingarda calibre 12 padrão e descontinuado em 1972.[1]
- AA20S introduzido em 1968 para cargas de espingarda calibre 20 padrão e descontinuado em 1972.[1]